# Abrawayaomys chebezi
Abrawayaomys chebezi és una espècie de mamífer rosegador de la família dels cricètids. És endèmic de l'Argentina.

## Descripció

### Dimensions
Rosegador de petites dimensions, amb una llargada del cap i el cos de 120 mm, la cua de 133 mm, les potes de 29 mm i les orelles de 17 mm.

### Aspecte
El pelatge és curt, espès i particularment espinós al dors. Les parts dorsals són groc-marronoses amb la base dels pèls marró, els pèls espinosos són blanquinosos o transparents amb l'extremitat marronosa, mentre que les parts ventrals són més clares amb la base dels pèls grisenca. El cap és robust, la part superior del musell és més clara i les vibrisses són llargues, primes i groc-marronoses. Les orelles són petites i arrodonides, cobertes de curts pèls daurats a la superfície interna i de pèls marronosos a l'externa. Les potes són blanquinoses, tenen dits llargs i urpes curtes parcialment ocultades per flocs de pèls i els peus són llargs i prims. La cua és més llarga que el cap i el cos, és completament marronosa, coberta d'escates disposades en files de cinc anells per centímetre i acaba amb un floc de llargs pèls marrons foscos.

## Distribució i hàbitat
Aquesta espècie és coneguda només a la província de Misiones, a la part nord-oriental de l'Argentina.
Viu als boscos secundaris dominats per Matayba elaeagnoides, Begonia descoleana i Podostemun comatum.

## Estat de conservació
Com que fou descoberta fa poc, l'estat de conservació d'aquesta espècie encara no ha estat avaluat formalment.